# Detrás del muro
Detrás del muro é uma telenovela mexicana, produzida pela Televisa e exibida em 1967 pelo Telesistema Mexicano.

## Elenco
- Alejandro Ciangherotti
- Martha Rios
- Antonio Bravo
- Patricia Morán